# Wieland Ramm
Wieland Ramm (* 24. Juli 1937 in Halle an der Saale) ist ein deutscher Bauingenieur und Hochschullehrer für Massivbau und konstruktiven Ingenieurbau an der Technischen Universität Kaiserslautern.

## Leben
Ramm ist der Sohn eines Bauingenieurs und der ältere Bruder von Ekkehard Ramm. Er ging in Wiesbaden zur Schule (Abitur 1957 mit Auszeichnung an der Gutenbergschule). Er studierte ab 1957 Bauingenieurwesen an der Technischen Hochschule Darmstadt, wo er Mitglied der Darmstädter Burschenschaft Frisia wurde. Nach der Diplom-Hauptprüfung 1964 war er als wissenschaftlicher Mitarbeiter bei Kurt Klöppel am Lehrstuhl für Statik und Stahlbau tätig, an dem er 1969 mit Auszeichnung promovierte. Seine Dissertation behandelte die Traglast mehrteiliger Gitterstäbe und war auch mit Versuchen verbunden (Traglastberechnung von im Hinblick auf Querschnitt und Belastung einfach symmetrischen Stäben bei beliebigem Werkstoffgesetz). Zu seinen Lehrern in Darmstadt gehörten auch Herbert Breth im Grundbau und Alfred Mehmel und Hubert Beck im Massivbau. Bei Klöppel wurde er auch mit Prüfung von Bauwerken beauftragt, zum Beispiel der Konrad-Adenauer-Brücke in Bonn. Ab 1971 arbeitete er im Ingenieurbüro G. Dröge in Salzgitter-Thiede und von 1975 bis 1980 bei Hochtief in Frankfurt am Main in der Abteilung Kerntechnischer Ingenieurbau (erst als stellvertretender Leiter dann als Leiter). 1980 wurde er Professor für Massivbau und Baukonstruktion an der Technischen Hochschule Kaiserslautern. im Studienjahr 1985/1986 war er Dekan des Fachbereichs Architektur, Raum- und Umweltplanung und Bauingenieurwesen. 2002 wurde er emeritiert.
Von 1981 bis 1984 und von 1993 bis 1997 war er Mitglied der deutschen Reaktor-Sicherheitskommission. Ab 1985 war er im Beirat und von 1992 bis 1996 Vorstand der VDI-Gesellschaft Bauen und Gebäudetechnik. 1999/2000 war er Vorsitzender des Fakultätentags Bauingenieur- und Vermessungswesen.
1987 gründete er mit seinem Professorenkollegen Helmut Bode das Ingenieurbüro Bode, Ramm und Partner (Borapa), das nach dem Ausscheiden von Ramm und Bode durch Rolf Wörner, Jürgen Schnell, Wolfgang Kurz und Franz J. Donauer weitergeführt wurde.
2003 erhielt er die Emil-Mörsch-Denkmünze. Die Auszeichnung erhielt er vor allem für den Aufbau des Fachgebiets Massivbau an der Technischen Universität Kaiserslautern, für seine wissenschaftliche Arbeit und seine Tätigkeit als Vorsitzender des Fakultätentags Bauingenieur- und Vermessungswesen.
Wieland Ramm publizierte zur Bautechnikgeschichte und kuratierte eine Ausstellung über die alte Weichselbrücke Dirschau.